# Сова бородата
Сова́ борода́та (Strix nebulosa) — птах родини Совові (Strigidae) ряду Совоподібні (Strigiformes). Один з трьох видів роду у фауні України. В Україні рідкісний гніздовий вид у північних регіонах.

## Зовнішній вигляд

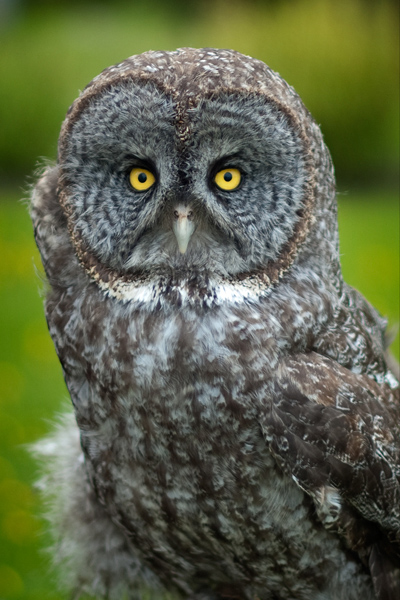
Самка бородатої сови

Сова великих розмірів. У дорослого птаха верх сірувато-бурий з численними темно-бурими й білуватими плямами. Ця сова має найбільший лицевий диск серед усіх хижих птахів. Лицевий диск сіруватий, з виразними концентричними колами, біля дзьоба білі смуги. Дзьоб і райдужна оболонка ока жовті. Молодий птах зверху бурий з білуватими поперечними смугами. Маса тіла: близько 1,3 кг, довжина тіла: 64—70 см, розмах крил: до 140 см. Від довгохвостої сови відрізняється концентричними колами на лицевому диску, темною плямою під дзьобом і жовтими очима.

## Поширення
Ареал охоплює Північну Америку від Центральної Аляски на схід до Західного Квебека. У Євразії — на північ до 52° пн. широти від Скандинавії на схід до басейну Анадиря, узбережжя Охотського і Японського морів.
Вперше гніздування виду в Україні спостерігали у 1985 р. (північна частина Житомирської області). Поширений на півночі Полісся: Житомирської, Рівненської та Волинської областей, а також на північному заході Київської області.

## Чисельність і причини її зміни
В Європі популяцію оцінюють у 2,1—6,7 тис. пар. В Україні у 1985 р. вперше зареєстровано 3 гніздові пари (Поліський природний заповідник), у 1988 р. — токуючого самця (нині територія Рівненського природного заповідника, урочище Сира Погоня). Станом на 2009 р. у гніздовому угрупованні Україні налічують 20—35 пар. Найчисленніший на півночі Житомирської області, де, імовірно, гніздиться близько 80 % популяції. Негативні чинники: знищення старих ділянок старого лісу, ведення лісорозробок біля гнізд, відстріл птахів браконьєрами.

## Особливості біології

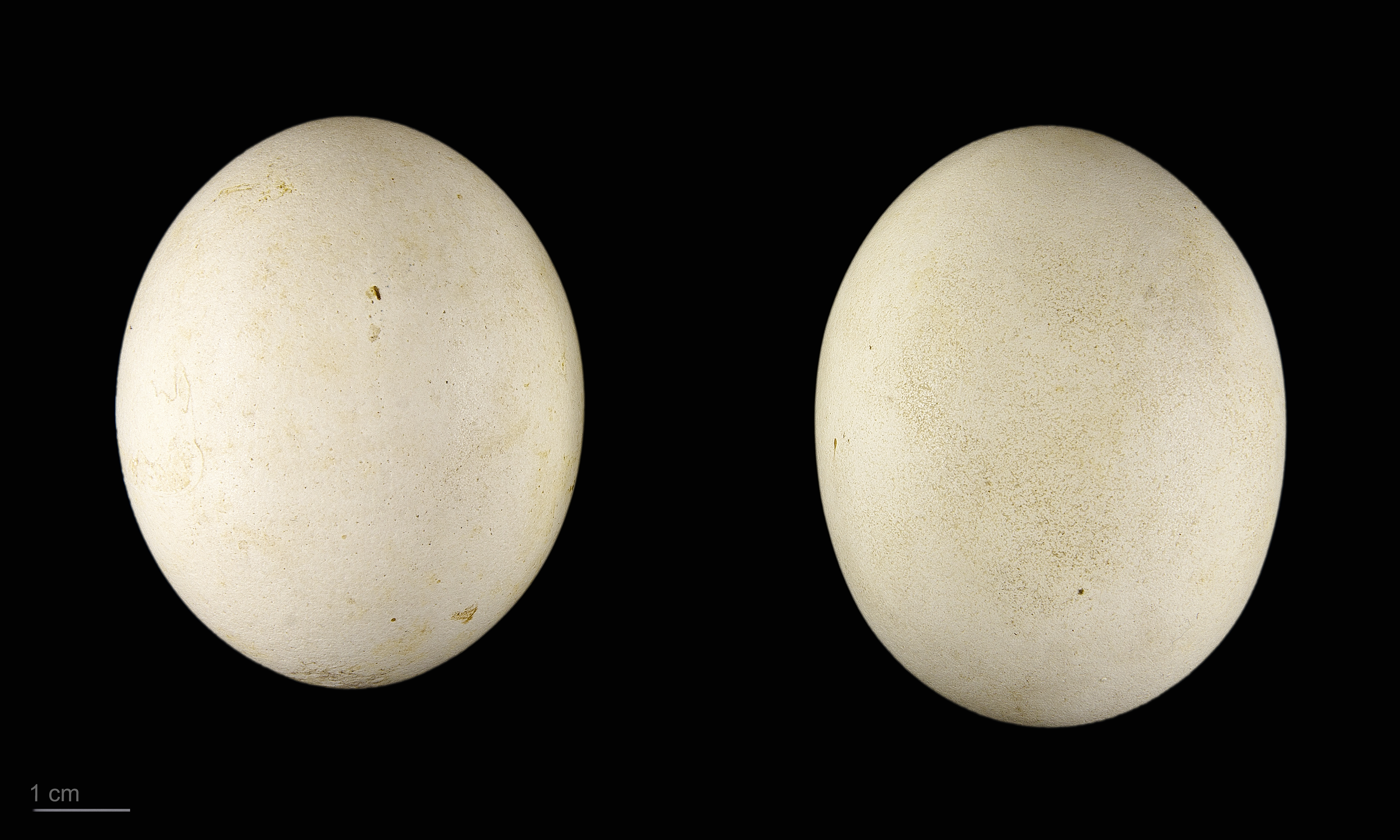
Яйця підвиду Strix nebulosa lapponica в оологічній колекції, Тулузький музей

Осілий птах, здійснює лише невеликі кочівлі. Віддає перевагу старим мішаним та хвойним лісам, ділянкам біля лісових галявин та водно-болотних угідь. Гніздування починається наприкінці березня — на початку квітня. Займає гнізда інших великих птахів, які розташовані на деревах, гніздиться й у напівдуплах, іноді на високих пнях з трухлявою серцевиною. В Україні знайдено 2 гнізда на бортях (штучні вулики) на деревах на висоті 5 і 9 метрів. У кладці 3—5, найчастіше 4 яйця. Насиджування яєць триває 28—30 діб. Насиджує самка, самець регулярно приносить їй корм та охороняє гніздову ділянку. Статева зрілість наступає на 2—3 році життя. Живе до 20 років. Близько 90 % в живленні становлять мишоподібні гризуни. Зрідка здобуває інших невеликих ссавців і птахів.

## Охорона

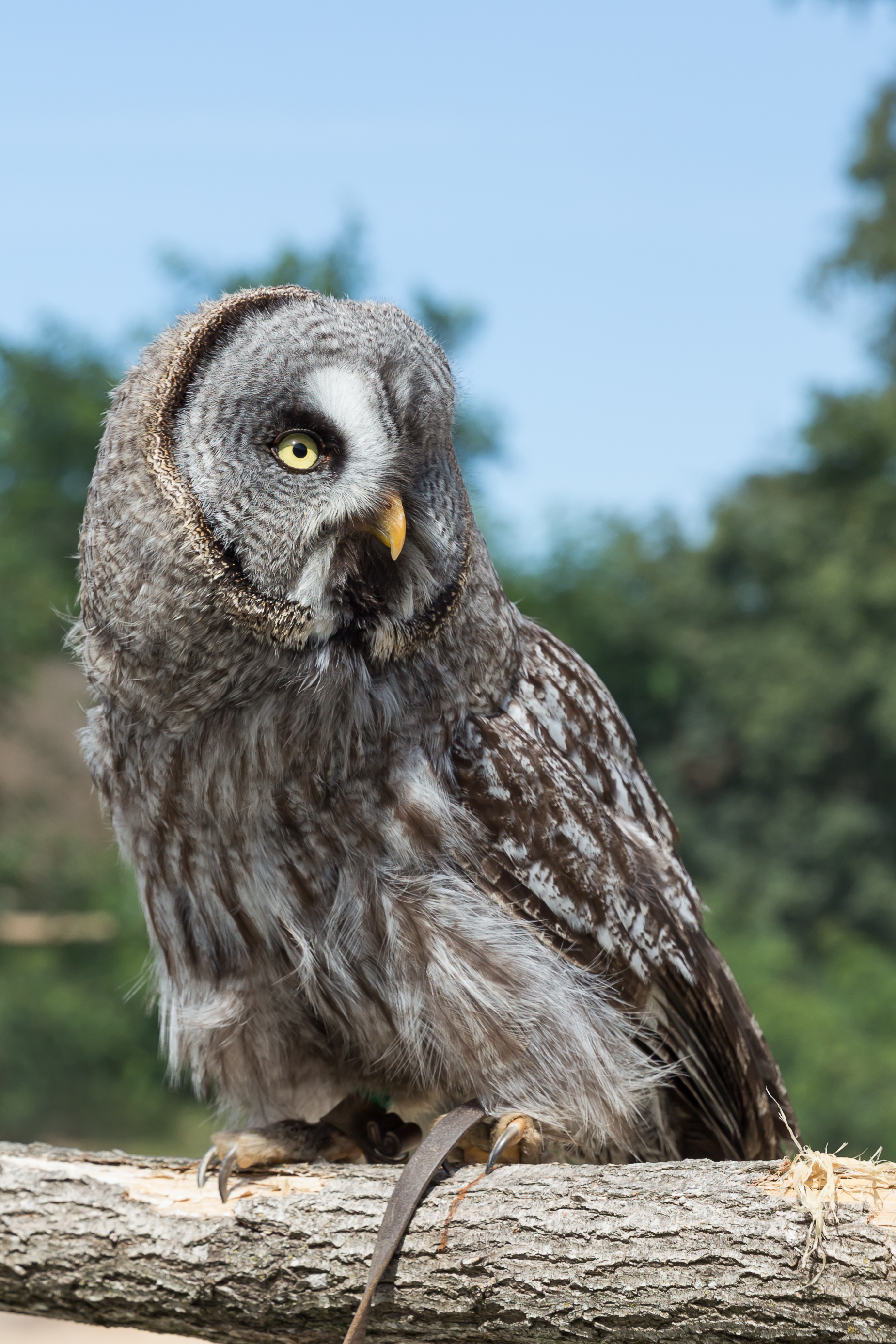

Включено до Конвенції CITES (Додаток II), Бернської конвенції (Додаток ІІ). Занесено до Червоної книги України (2009). В Україні охороняється в Поліському природному заповіднику (Житомирська область), Рівненському природному заповіднику та Нобельському національному природному парку (Рівненська область). Для покращання охорони необхідне: проведення інвентаризації ділянок, екологічно придатних для гніздування виду й організація відповідних охоронних зон — мікрозаказників радіусом 0,5 км навколо гнізд, збалансоване ведення лісового господарства, влаштування штучних гніздівель, підвищення контролю за випадками незаконного відстрілу, моніторинг забруднення довкілля.
Розмноження та розведення у спеціально створених умовах: відомо про розмноження виду в зоологічних парках світу.